# Сполдинг, Бэрд Томас
Бэрд То́мас Спо́лдинг (англ. Baird Thomas Spalding; 1857—1953 или 1872—1953) — американский инженер, путешественник и духовный писатель. Его шеститомник «Жизнь и учения Мастеров Дальнего Востока» (англ. Life and Teaching of the Masters of the Far East, изд. по частям в 1924, 1927 и 1935 годы) о встречах с мудрыми духовными наставниками, обладавшими сверхчеловеческими способностями, привлёк к себе массовое внимание и сыграл новаторскую роль в представлении западному миру знаний о том, что есть «Учители» или «Мастеры», помогающие и направляющие человечество.

## Биография
Есть две разные биографии Бэрда Т. Сполдинга: его автобиография, в основном беллетризованная, и биография, написанная знавшим его лично Дэвидом Брутоном (David Bruton — псевдоним) в 1954 году.

### Автобиография
По автобиографии он родился в Англии в 1853 году в семье, которая в течение трёх столетий торговала с Индией. В четыре года он совершил свою первую поездку в эту страну.
В 1894 году, проявляя интерес к духовности, он принял участие в экспедиции, которая привела его в пустыню Гоби, Непал, Тибет и Гималаи. Только в 1921 году он рассказал о своих переживаниях в «Жизни Мастеров», где он утверждал, что встречал людей с удивительными способностями, включая самого Иисуса Христа. Для познания «духовных мастеров» Сполдинг посетил Дальний Восток затем в 1920-х, а также во время поездки в Индию в 1935—1936 годах.

### Биография (1954)
Согласно биографии Дэвида Брутона, его единственного биографа, который знал автора в последние три года жизни, Сполдинг родился в США, в штате Нью-Йорк, в Северном Кохоктоне 3 октября 1872 г., о чём свидетельствует запись в свидетельстве о браке в Калифорнии. Один из шести детей Стивена Т. Сполдинга и Мэри Хартвелл (Mary Hartwell). В 1911 году женился на Стелле Стайлз (Stella M. Stiles) в Окленде. Провёл большую часть своей жизни работая горным инженером на американском Западе.
В 1924 году он опубликовал первый том « Жизни и учения мастеров Дальнего Востока», который быстро стал пользоваться большим успехом в книжных магазинах, за которым последовали ещё пять книг.

## Творчество
В 1924 году Сполдинг опубликовал первый том книги «Жизнь и учения Мастеров Дальнего Востока». Он описывает путешествие в Индию и Тибет группы из одиннадцати исследователей в 1894 году. Как он утверждает, во время своего путешествия они установили контакт с «Великими Мастерами Гималаев», бессмертными существами, у которых они учились, получая понимание своей жизни и духовного послания. Этот тесный контакт позволил им стать свидетелями многих духовных практик этих Великих Мастеров в повседневной жизни, которые Сполдинг описывает как действия навроде хождения по воде или явления хлеба голодным, и которые сможет совершить любой познавший своё истинное «я».
Французский перевод — 1946 года, многочисленные переиздания; русское издание 1997 года.